# Katamarán

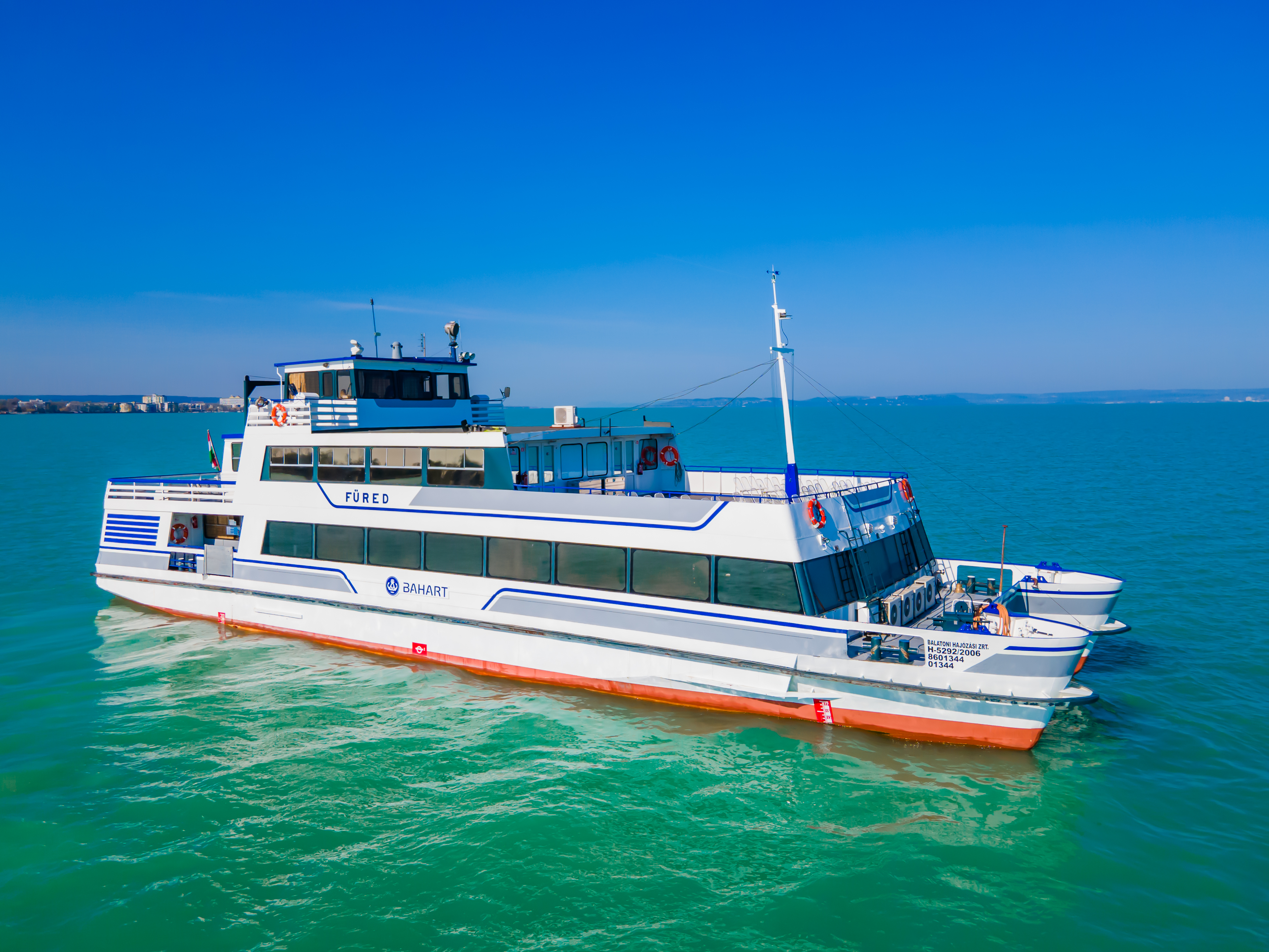
A Füred katamarán érkezik Balatonfüredre

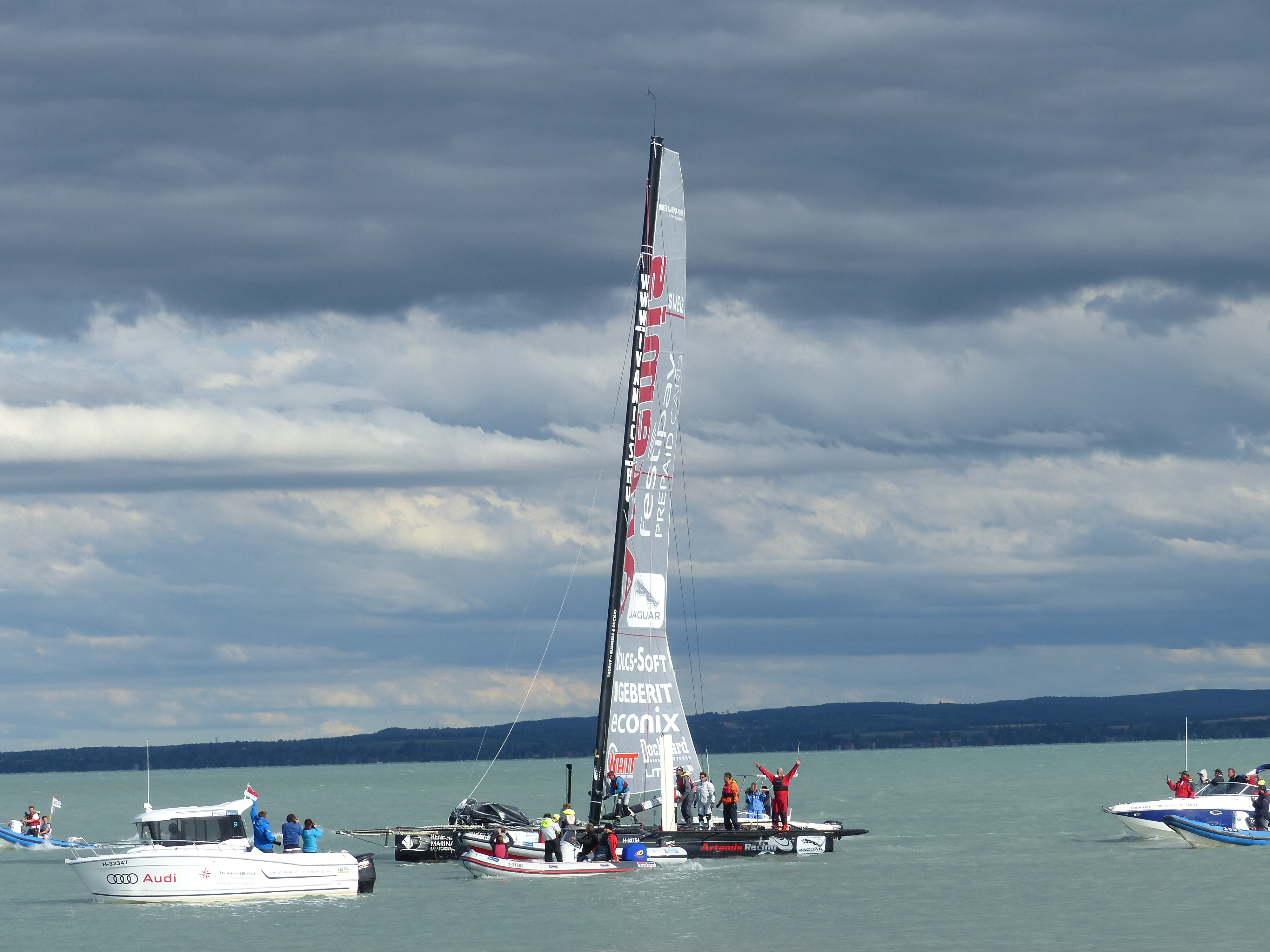
Litkey Farkas, aki 13 alkalommal győzött a balatoni Kékszalagon, hajójával a Festipay katamaránnal a 48. Kékszalagon is abszolút győztes lett

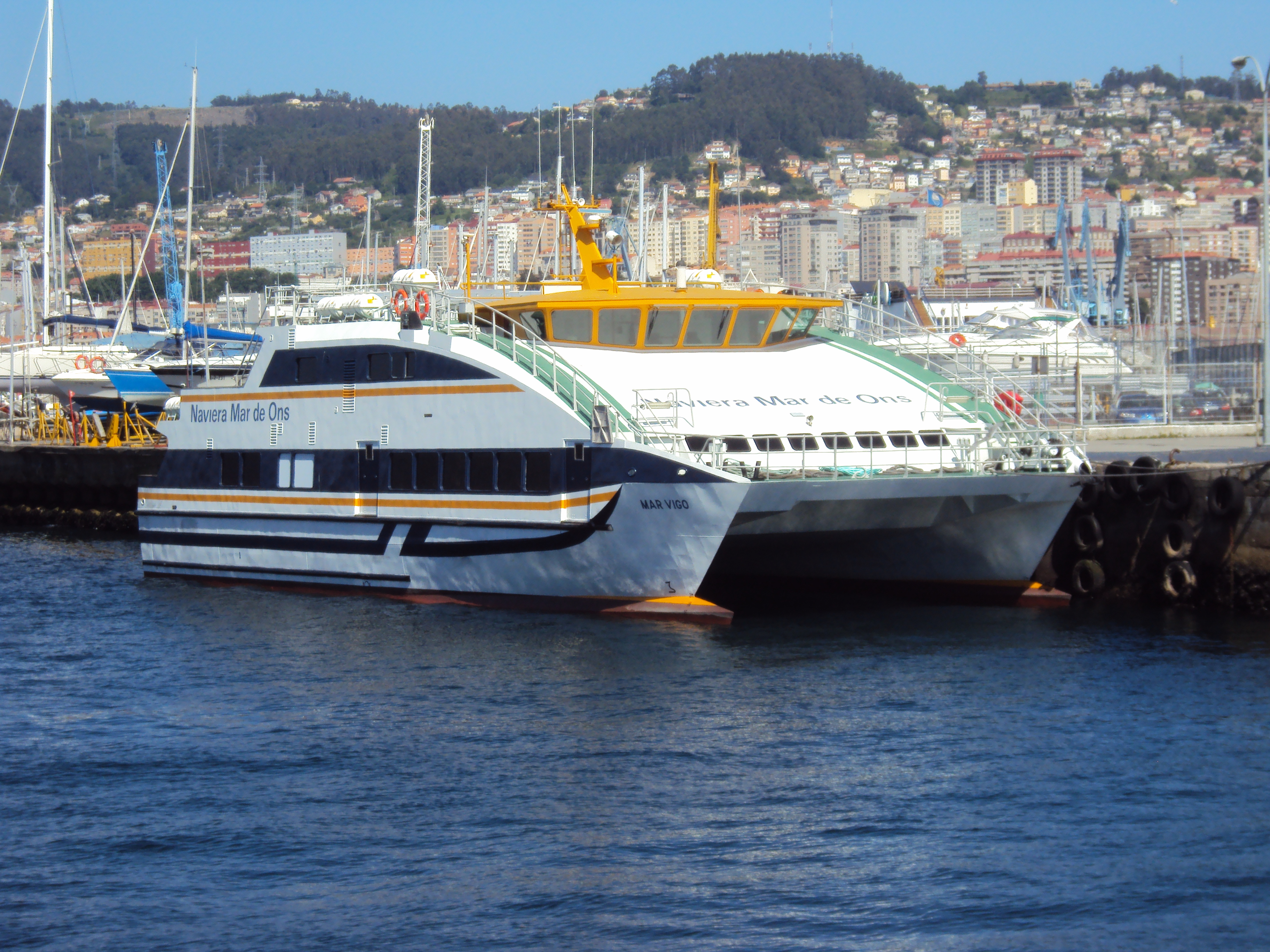
Katamarán a spanyolországi Vigóban

A katamarán kéttörzsű hajó, amelynek két törzse egymással párhuzamos és egyforma. A katamaránt geometriája stabilizálja, tőkesúly nem kell bele. Ezáltal könnyebb, így kisebb a merülése, mint az egytörzsű hajóknak. A két törzset lehet úgy egymáshoz erősíteni, hogy hidrodinamikai ellenállása kisebb legyen, ezzel a hajónak kisebb hajtóerőre van szüksége az azonos sebesség eléréséhez.
Mérete a csónaktól (evezős vagy vitorlás) a nagy hajókig (tengerészeti járművek és autók szállítására alkalmas kompok) terjed. A két törzset összekapcsoló szerkezet egy egyszerű pallótól a nagy felépítményekig terjed, ami kabinokat és/vagy rakteret foglal magába.  

## Története

### Ókor és középkor

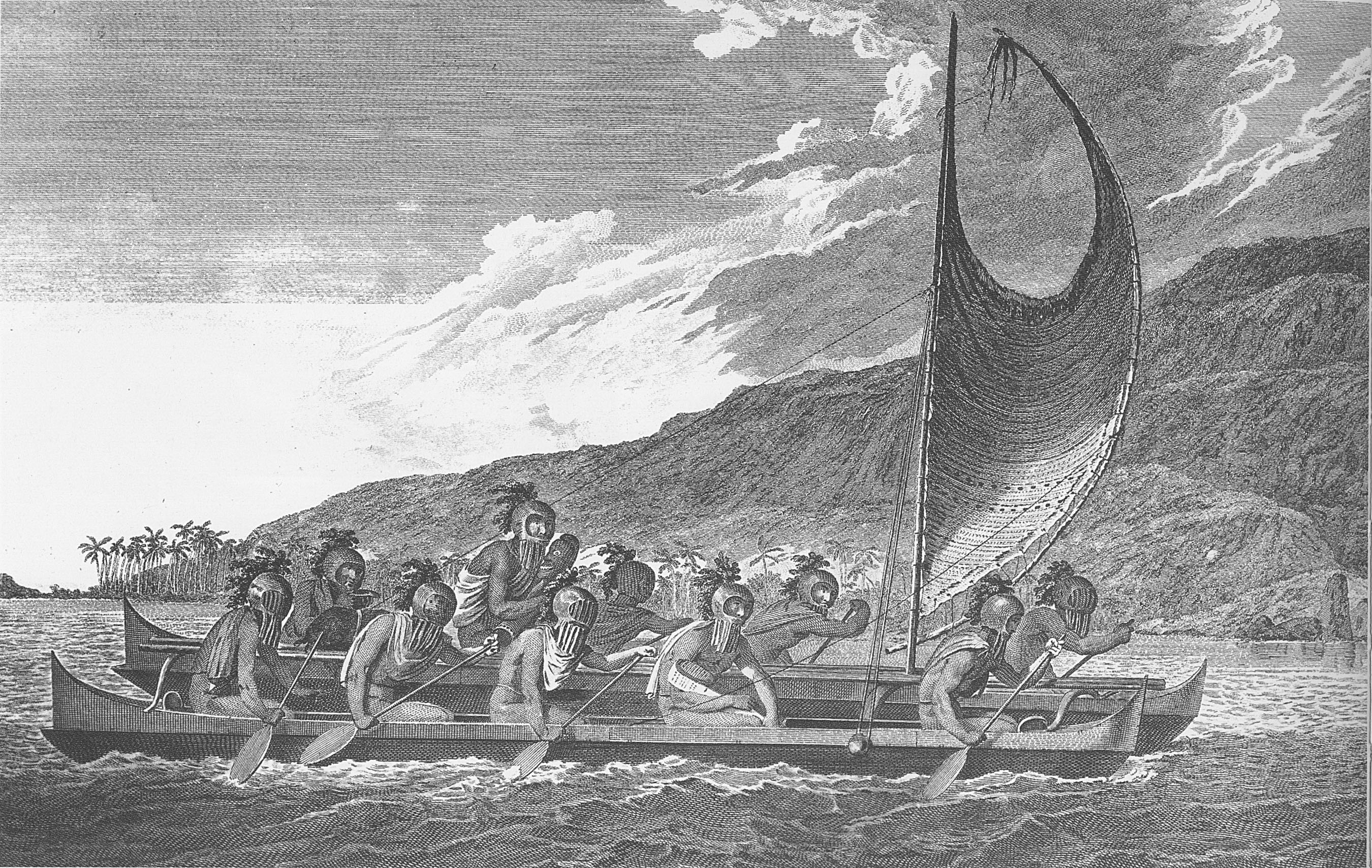
Polinéz katamarán

A katamarán Polinéziában és Dél-Ázsiában i. e. 1500 körültől ismert. A korai példányokat két kenuból hozták létre a törzsek összekötésével. Néha vitorlával is ellátták őket. Egyszerűségük ellenére ezek segítségével telepítették be a távoli szigeteket a Csendes-óceánban.
A második pun háborúban a rómaiak (i. e. 218–202) Szürakuza ostromához és meghódításához egy katamaránt is használtak. A törzsek hossza 31, szélessége 5,5 m volt, és kereszthíd kötötte össze őket. Később ez az építési mód feledésbe merült.
Indiában a tamilok az 5. századtól használnak katamaránokat. Maga az elnevezés is tamil eredetű, az eredeti szó: kattumaram egymáshoz rögzített rönköket jelent. A 17. században William Dampier angol kalóz Délkelet-Indiában találkozott a tamilokkal és vízi járműveikkel. Elsőként ő írt először erről a hajótípusról.

### A 20. századig

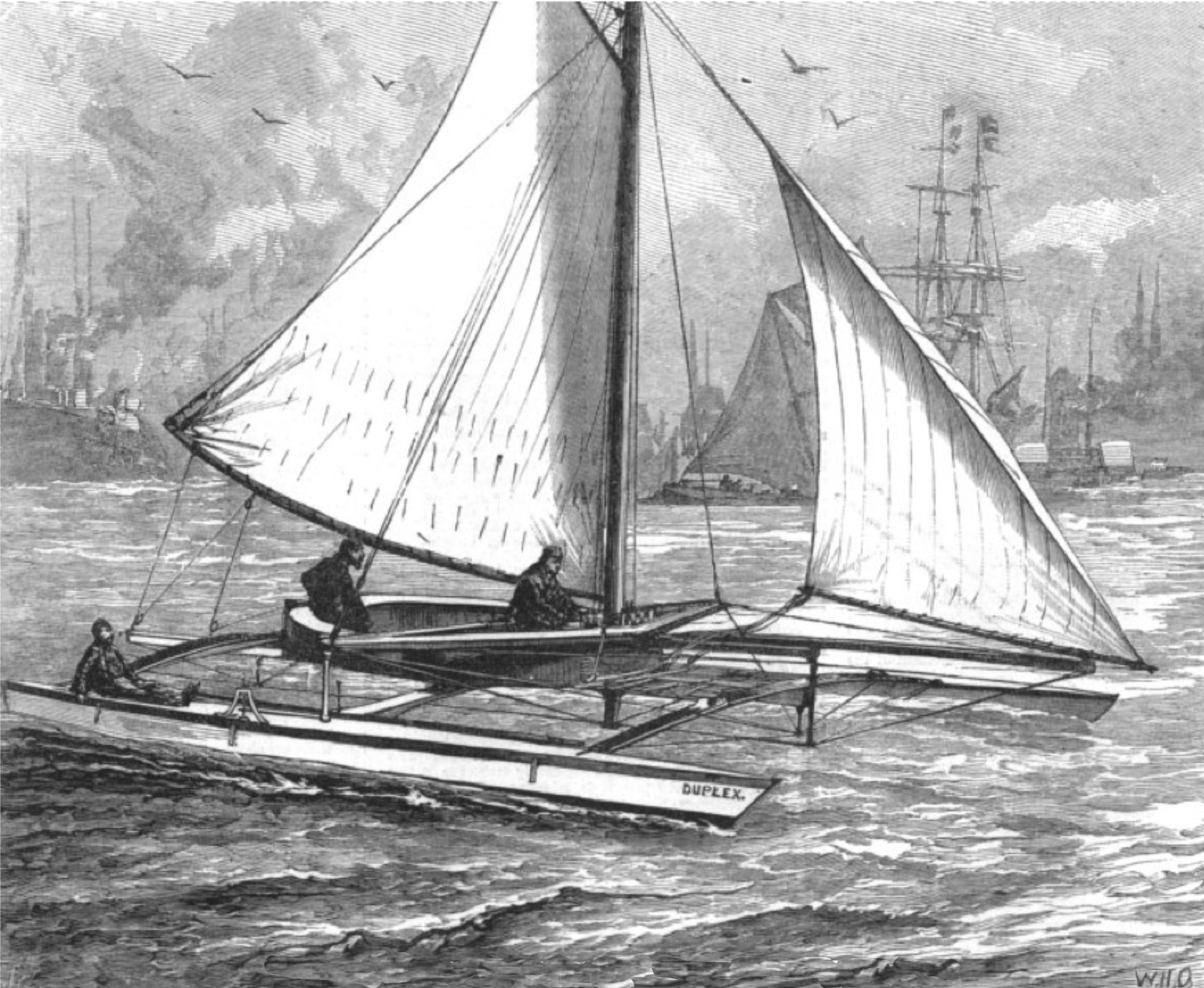
Nathaniel Herreshoff katamaránja, a Duplex, a Temzén

Európában a rómaiak után az első kéttörzsű hajót William Petty tervezte 1662-ben, nagyobb sebességre és sekélyebb vizeken való hajózásra. A terv szokatlansága miatt nem aratott kereskedelmi sikert, és majdnem 160 évig ritkán használták.
1768-ban az angol Patrick Miller trimaránt épített, 30,5 m hosszal és 9,5 m szélességgel. A három törzsű hajót egy izomerővel működtetett kerék hajtotta meg. Katamaránt is épített, amit szintén izomerővel lehetett hajtani. 1788-ban gőzmeghajtású katamaránt bocsátott vízre a Dalswinton-tavon Dumfriesnél. Ennek hossza 7,5 m, szélessége 2,1 m volt.
Robert Fulton 1812 és 1814 között három gőzmeghajtású katamaránt épített New York számára kompnak. Hosszuk 24,4 m, szélességük 9,15 m volt. A Jersy és a York 20 lóerővel, a Nessy 120 lóerővel ment. Fulton tervezett még egy katamaránt hadi célokra, ez volt az USS Fulton, más néven a Demologos. A maga nemében hosszú ideig a legnagyobb, 47,6 m × 17,1 m volt, és 120 lóerő hajtotta. Tengerjárásra azonban alkalmatlan volt.
A 19. század elején az angol Mayflower F. Crisp épített egy kereskedelmi katamaránt Rangunban (Mianmar). A hajó az Original nevet kapta. Crisp gyors tengerjáró hajóként írta le, ami évekig közlekedett a monszun idején Rangun és Tenasserim tartomány között.
Később, de még a 19. században az amerikai Nathanael Herreshoff saját tervei alapján (US Pat. No. 189,459) épített egy kéttörzsű hajót. Az Amaryllis első regattáját 1876. június 22-én futotta, és kiváló eredményt ért el; ezzel demonstrálva a katamaránok előnyeit az egytörzsű hajókkal szemben. Emiatt a verseny rendezője, a Centennial Regatta of the New York Yacht Club kizárta a katamaránokat a további rendes futamokból, és ez így maradt az 1970-es évekig.
A 19. században Nagy-Britanniában, az Amerikai Egyesült Államokban és Oroszországban épültek katamaránok. 1874-ben az English Channel Steam Ship Company megépíttette a Castaliát és 1877-ben a Calais-Douvres-t a La Manche-csatornára. A Castalia hossza 88,4 m, a törzsek szélessége 5,18 m, mélysége 2,13 m, vízkiszorítása 1290 tonna volt. Hajtókerekének átmérője 6,1 m, a két gőzgép lóerőinek száma egyenként
600 lóerő volt.
A Calais-Douvres kicsivel volt nagyobb, de a lóerők száma összesen 4270 volt, így gyorsabb lett. Mindkét hajó 1000 utast tudott befogadni. A London Chatham & Dover Railway vásárolta meg, majd tíz év múlva túladott rajtuk, mert akkor már lassúnak számítottak.

### 20. század

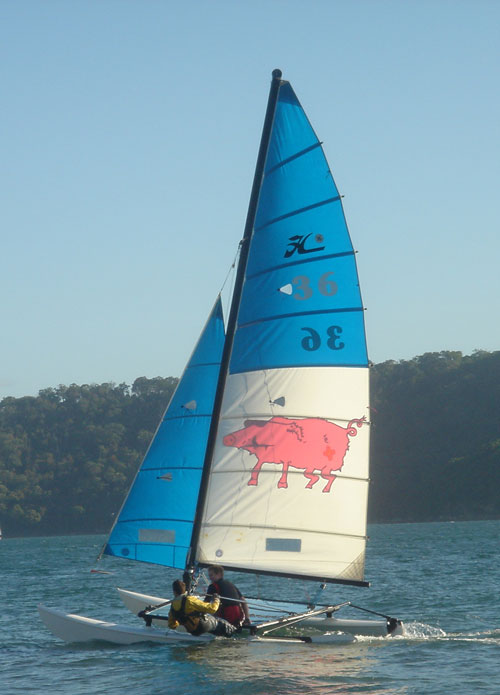
Egy Hobie 16-os katamarán

Eric de Bisschop 1936-ban épített egy polinéz kettős kenut Hawaiion, és hazavitorlázott vele Franciaországba, ahol hősként ünnepelték. Tapasztalatait 1939-ben jelentette meg Kaimiloa címen, amit 1940-ben adtak ki angolul.
A Prout testvérek 1945-től kísérleteztek katamaránokkal, majd 1954-ben átállították 1935-ös alapítású gyárukat (Canvey Island, Essex, Egyesült Királyság) katamaránokra. Shearwater katamaránjaik könnyen nyertek futamokat az egytörzsű hajókkal szemben. Francis Prout egy 1956-ban épült Shearwater, a Yellow Bird segítségével több futamot is nyert az 1960-as években. Ez jelenleg a National Maritime Museum Cornwall gyűjteményének része.
A 20. század közepétől elterjedtek a sorozatgyártott Beachcat osztályú katamaránok a vitorlások között. Kaliforniában a Hobie Alter szörfhajógyár 1967-ben kijött a 110 kg-os Hobie 14-gyel, és két évvel később a Hobie 16-tal. Ezt még 2016-ban is gyártották, összesen több mint 100 000 legyártott példánnyal.
1967-ben három angol egy kétszemélyes katamaránt tervezett az olimpiai játékokra. Az International Yacht Racing Union, IYRU megméretésén maga mögé utasította a többi jelöltet, és a típust 1976-tól 2008-ig használták az olimpián a több törzsű versenyszámokban. 2000-ben újratervezték, és azóta is az egyik leggyorsabb kétszemélyes katamarán modell.
Ausztráliában 1977-től az Incat 1988-tól az Austal gyárt nagy katamaránokat közlekedési célra, köztük kompokat és hadihajókat.

## Jellemzői
A katamaránnak két fontos előnye van az egytörzsű hajókkal szemben: a stabilitás és a kisebb hidrodinamikai ellenállás. Emellett számításba kell venni a szállítókapacitást, a sebességet és a hatékonyságot. 

### Előnyei
Kis és közepes sebességek esetén a katamarán hidrodinamikai ellenállása négyzetesen arányos a sebességgel. Ezzel szemben egy hasonló méretű egytörzsű hajó ellenállása köbös. Ez azt jelenti, hogy a sebesség megduplázására elég a négyszeresére emelni a tolóerőt, szemben az egytörzsűvel, aminél ugyanehhez nyolcszoros tolóerő kell. Ez kisebb energiafelhasználást jelent, habár mindkét törzsbe kell motor. Vitorlások esetén a levegő felhajtóereje is kihasználható.
A katamaránok nehezebben borulnak, mint az egytörzsű hajók. Például, ha egy téglatest alakú egytörzsű hajó szélessége B, és egy katamarán két törzsének szélessége egyenként B/2, és távolságuk 2B, akkor az oldalra borulással szembeni ellenállás hétszerese, mint az egytörzsű hajónak. Egy cirkáló katamarán kezdeti ellenállása a borulással szemben négyszerese, mint a megfelelő egytörzsűnek.

### Hátrányai
A katamaránok fő hátránya a kisebb rak- vagy utastér.
A sebesség és a szállítókapacitás kapcsolatát a Froude-szám (FnV) fejezi ki, összevetve a nyugodt vízen való szállítás hatékonyságával. Számításba veszi a vízmerülés függését a sebességtől. A számításokat egy referenciahosszra kell végezni, ami a törzs térfogatának köbgyöke. Az alábbi képletben V a térfogat, u a víz relatív áramlási sebessége a hajó alatt, g pedig a nehézségi gyorsulás:
{\displaystyle \mathrm {Fn_{V}} ={\frac {u}{\sqrt {gV^{1/3}}}}}
A hajók tengeri szállítási hatékonysága kiszámítható, mint a teljes rakomány súlyának és a maximális nyugodt vízi sebességnek a szorzata osztva az ehhez szükséges hajtóerővel.
A nagy kereskedelmi hajók FnV-je tipikusan 0 és 1 közötti, míg a nagyobb teljesítményű katamaránoké megközelíti a 2,5-et, ami nagyobb sebességnek felel meg egységnyi térfogatra. A nyugodt vízi szállítási hatékonyság a nagy kereskedelmi hajók esetén 100-1000, ami a katamaránoknál 11-14. Ez azt jelenti, hogy az egytörzsű hajók szállítási hatékonysága jobb, mint a katamaránoké.

## Evezősök

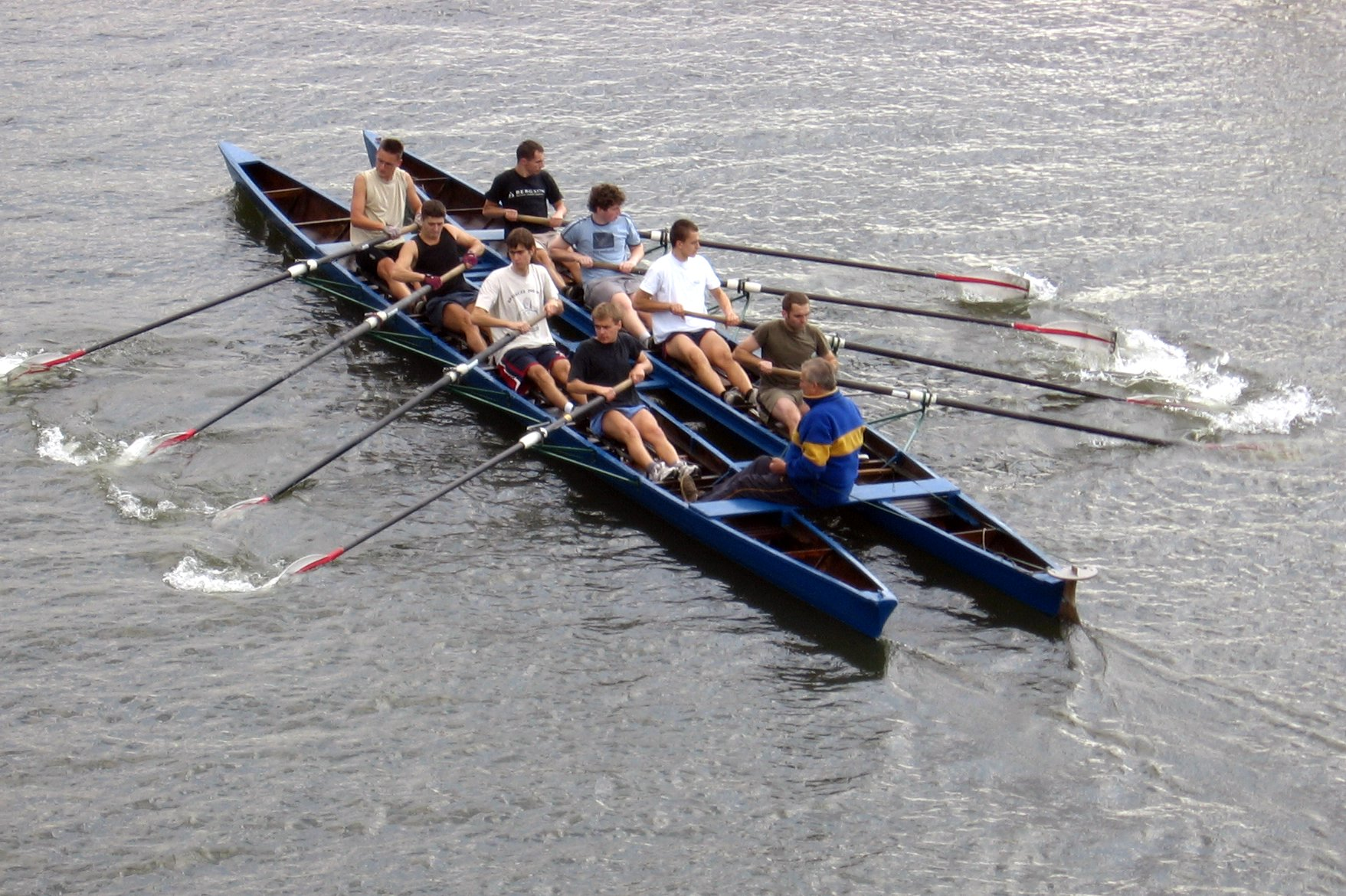
Evezős katamarán

Az evezős katamaránok többnyire könnyű sportcsónakok, és két-nyolc evezős hajtja őket. Evezős katamaránt használnak országunkban is, és szerte a világon vízimentők, a mélyvízi biztonság fenntartása érdekében.

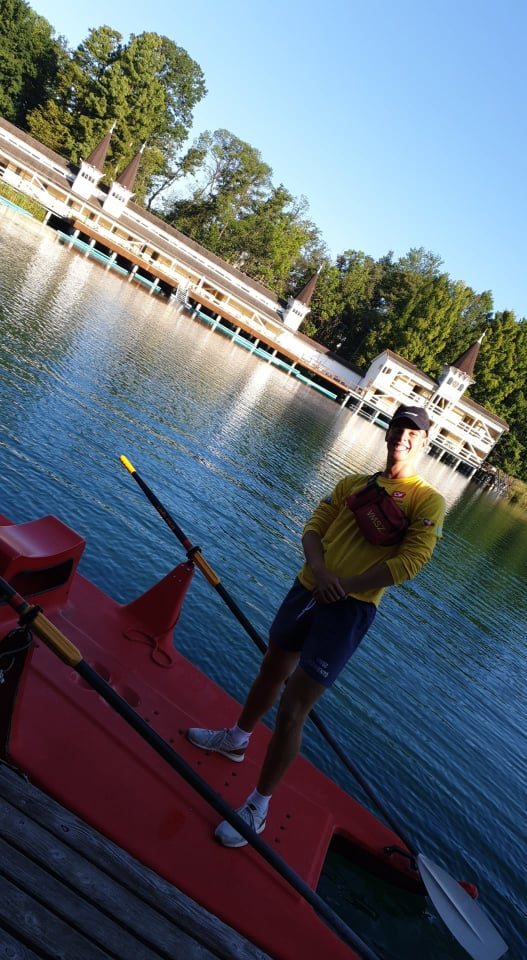
A magyar vízimentők evezős katamaránt használnak vízből mentési célokra

## Vitorlások

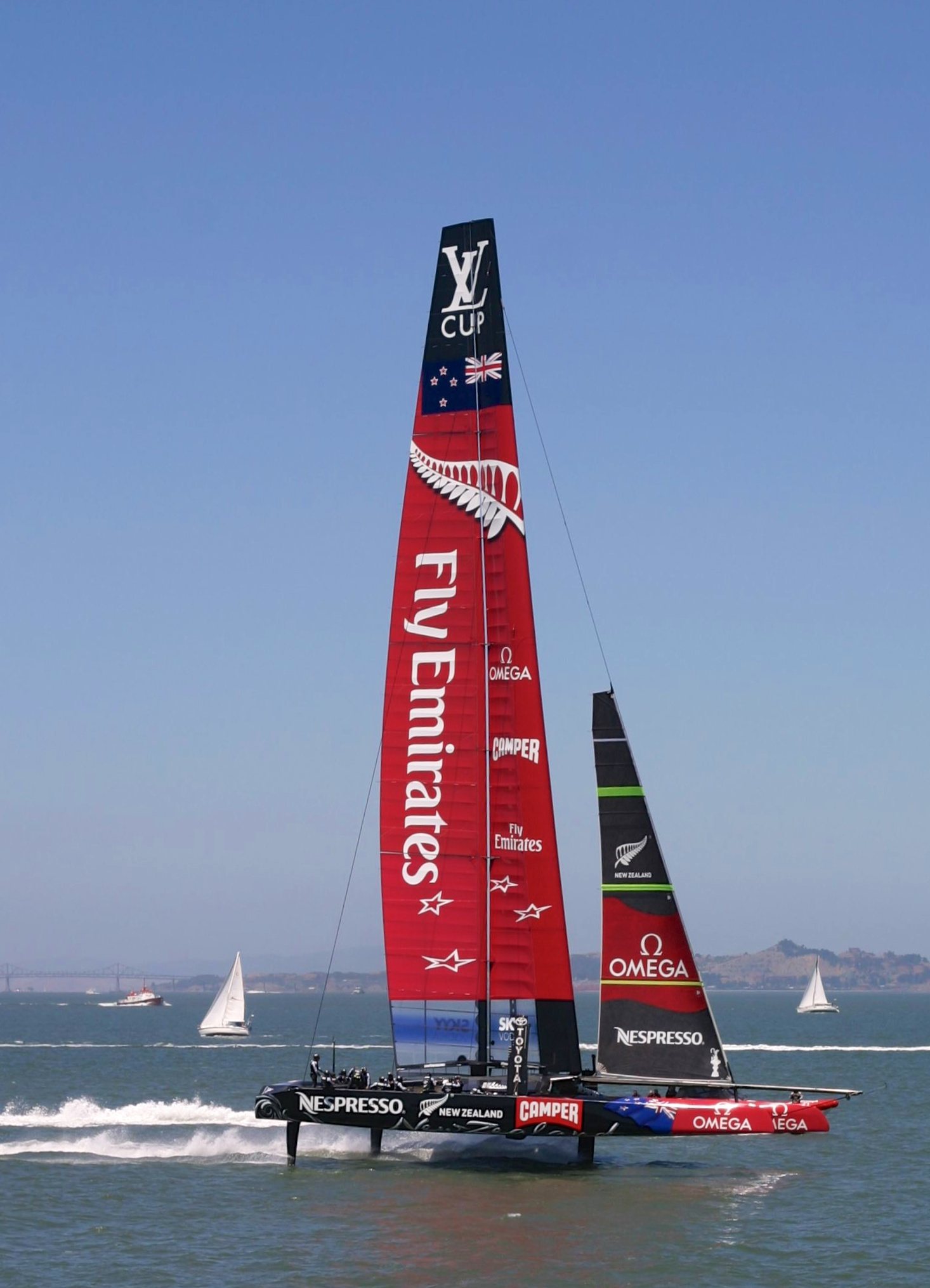
Emirates Team New Zealand' AC72 Aotearoaja a San Francisco öbölben hordszárnyon

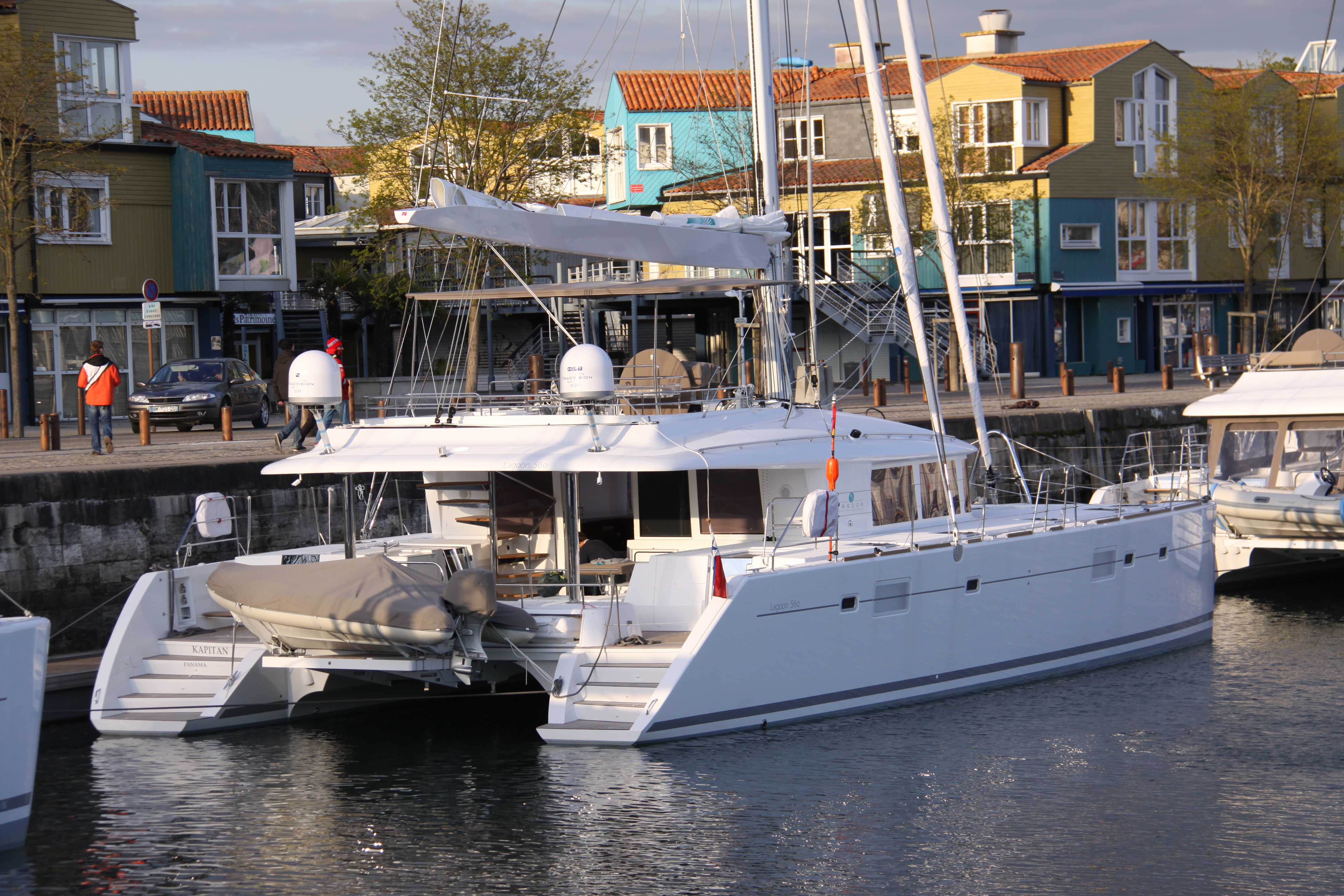
Cirkáló katamarán

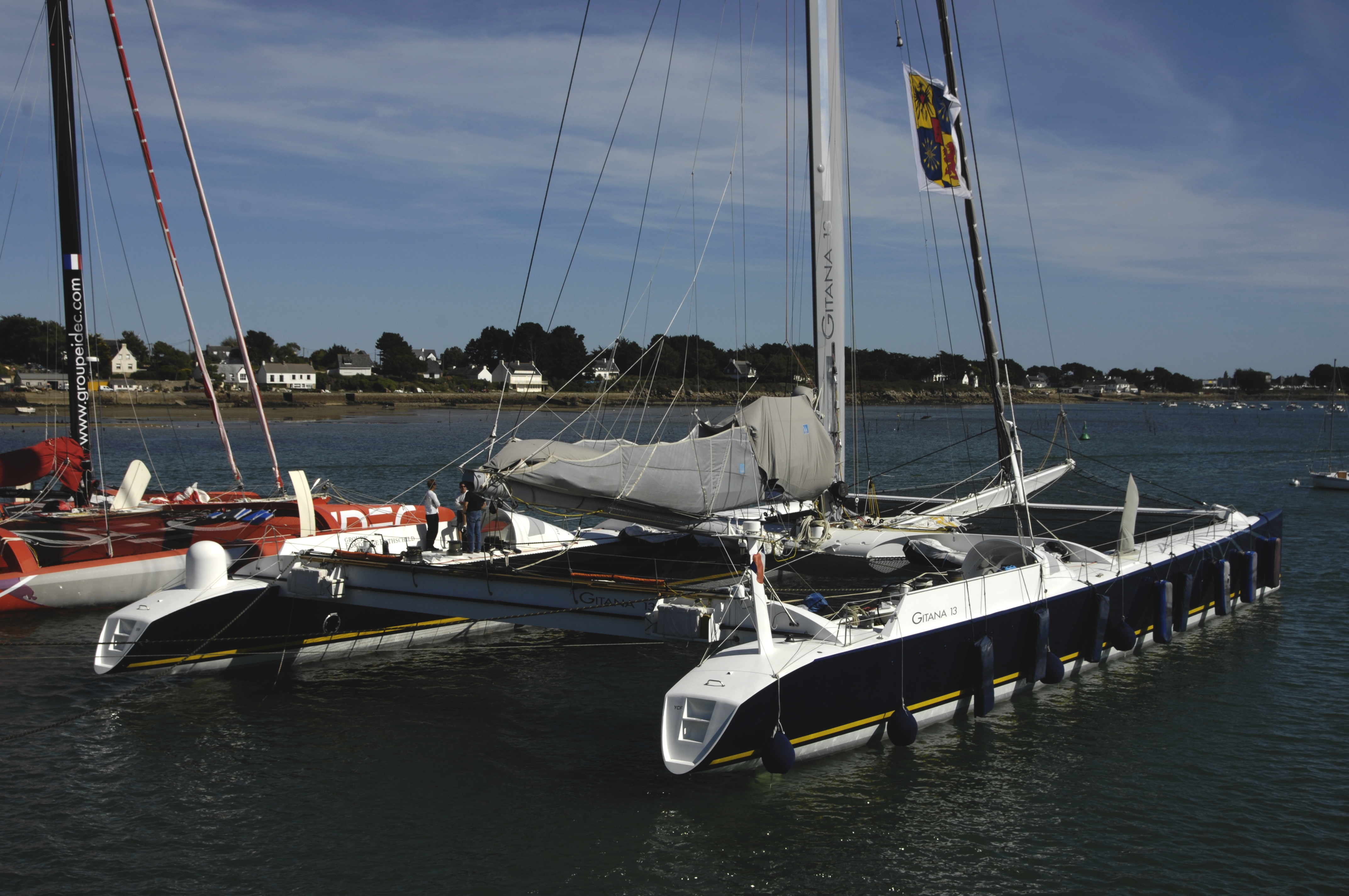
Gitana 13, óceánjáró katamarán

A vitorlás katamaránok több technológiai újítást is alkalmaznak az egytörzsű hajókhoz képest. Ezek közé tartozik a  hordszárny, a tágas és stabil, hosszabb utakra is alkalmas hajótestek, valamint a nyílt tengeren nagy átlagsebességre képes versenyhajók.

### Versenyhajók
A sport célokra épített katamaránok többnyire kétszemélyesek, partról indulnak és partra érkeznek. Az összekötő szerkezeten ugrószőnyeget helyeznek el. Forgatható árbóccal és a fővitorlán világítótáblával látják el. A szórakoztatásra használt példányokon a köteleken trapézok vannak, amikkel a legénység jobban kiegyensúlyozhatja erős szélben.
A 33. Amerika Kupán mind a címvédő, mind a kihívó több törzsű hajóval indult. A címvédő csapat, a Société Nautique de Genève egy katamaránt indított, amivel  Alinghi vitorlázott. Ellenfele, a  BMW Oracle Racing hajósa trimaránnal szállt versenybe, és győzött a  BMW Oracle Racingen 2010 februárjában Spanyolországban. A trimaránt a csapat építői szárnyvitorlával látták el, ami segített elhódítani a kupát. Ezzel eltértek a hagyományos egy törzsű hajóktól.
A San Francisco Bayben rendezett 2013-as Amerika Kupán 22 m hosszú AC72-es katamaránok versenyeztek a szabályzat szerint. Mindegyiküket  hordszárny és szárnyvitorla segítette. A győztes csapat az Oracle Team USA lett, ami 9-8-ra nyert tizenöt futamból a kétpontos büntető ellenére az  Emirates Team New Zealand ellen.

### Cirkálók
Az utasszállítóknak kompromisszumot kell kötniük a sebesség, a térfogat, a hasznos tér, és a bekerülési költség között. A katamarán melletti döntés nagyobb sebességet, de azonos mérethez kisebb hasznosítható teret jelent. A cirkáló egy törzsű hajóknál 9,1 m-es hossznál kezdődik, míg katamaránoknál Howard és Doane szerint a minimális hossz 12 m, ami szükséges a készletek és a személyzet helyének biztosításához. Emellett a katamarán vízkiszorítása kicsi, gyakran az egy métert sem éri el, így nem feneklik meg a homokpadokon és könnyebben indítható a partról. Azonban dokkoláskor vagy kihajózáskor az összekötő szerkezet nehézkesebbé teszi az indulást vagy érkezést egy sólyánál. Két kormányra és több vitorlára van szükség. A cirkáló katamarán naponta 560 km megtételére képes, míg a versenykatamaránokkal akár napi 740 km is megtehető, miközben a hajó nem dől 10-12 foknál többet, még maximális sebességen sem.

### Óceánjárók
Az óceánjáró méretű katamaránok fejlődéséhez is hozzájárult a versenyzés. Ide tartozott a The Race, ami egy hajóverseny, ahol a Földet megkerülő körút kiinduló- és végpontja Barcelona volt 2000 újév napján. Négy új és két átépített katamarán vett részt, mindegyik hosszabb volt 30 méternél. A legnagyobb Steve Fossett hajója, a PlayStation volt, 38 méterrel, árbóca 45 m-rel magasodott a víz fölé. A hajók elő-pregmentált karbonszálas anyagból épültek, hogy erősek és könnyűek legyenek. Maximális sebességük 93 km/h volt. A győztes Grant Dalton volt, a 33,5 m hosszú Club Meddel. A bolygót 62 nap alatt kerülte meg, 33 km/h-s átlagsebességgel.

## Motoros katamaránok

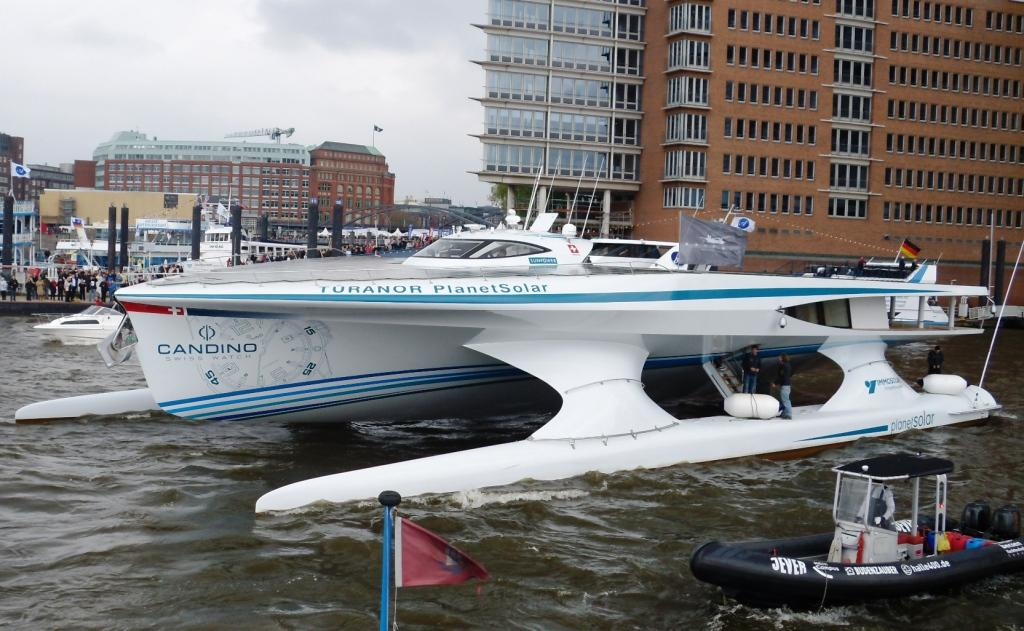
Tûranor PlanetSolar, naperővel működő cirkáló

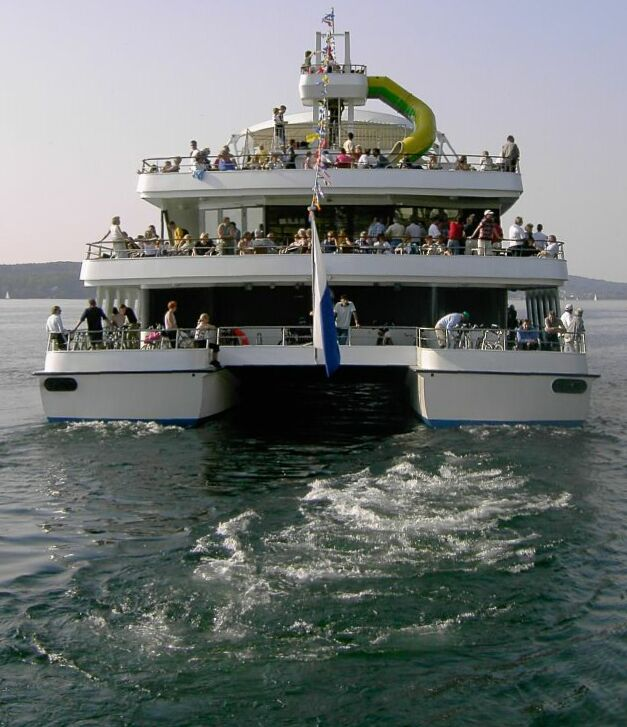
Starnberg, személyszállító hajó

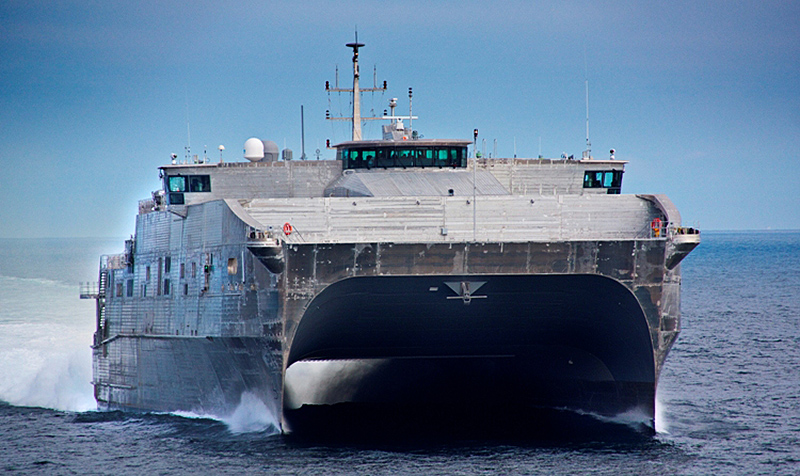
Az Amerikai Egyesült Államok egyik hadihajója, a Spearhead (JHSV-1) katamarán 2012-ben

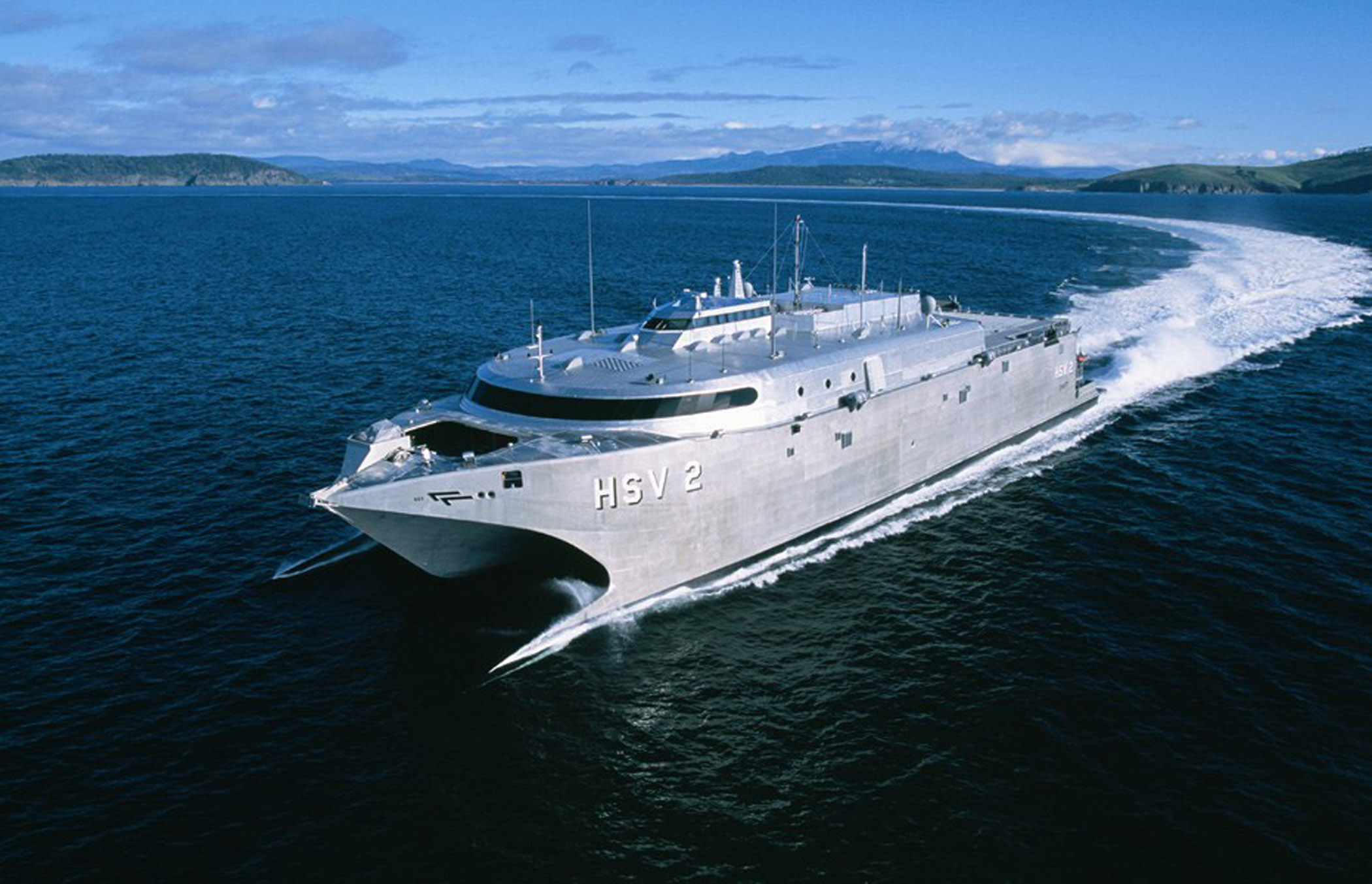
HSV-2 Swift, hullámdöfő katamarán

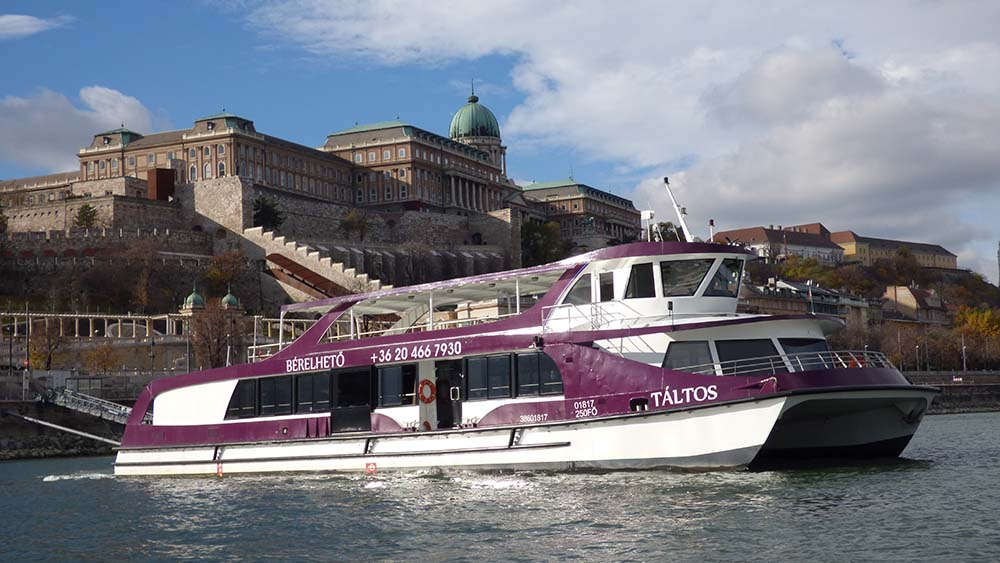
Alumínium katamarán sétahajó a Dunán

A katamaránok azt a szegmenst foglalják el, amiben a sebesség és a tengerjárásra való képesség fontosabb, mint a kapacitás. A nagyobb hajók közül ilyenek a kocsik szállítására alkalmas kompok, és a part mentén járőröző vagy akciózó hadihajók. A hagyományos katamarán helyett inkább SWATH és hullámdöfő típusokat építenek; ahol is a SWATH a hagyományos egytörzsű hajókra hasonlít, mert a hajótörzsek a víz alá merülnek, és csak a felépítmény látszik.

### Cirkálók
A cirkáló katamaránok népszerűségének növekedésének eredménye a motoros katamarán, aminek mindkét törzsében helyet kap egy-egy motor. A vitorlásokhoz hasonló előnyei vannak. A felépítmény átfogja a törzseket, és benne találhatók a szobák és a raktárak, de van, hogy a motorház is. Az elrendezés minimalizálja az elmozdulást.
A svájci tulajdonú  Tûranor PlanetSolar 2010 márciusában készült el. A világ legnagyobb napelem-meghajtású hajójának épült. 2012-ben Föld körüli útra indult.

### Utasszállítók
Az 1970-es évek látták a katamaránok bevezetését gyors kompokként, aminek úttörője a norvég Westermoen Hydrofoil hajógyár volt Mandalban. Ők tervezték a Westamaran osztályt 1973-ban.  A Stena Voyager kompként közlekedett, tipikus sebessége 74 km/h volt, bár el tudta érni a 110 km/h-t is.
Magyarországon a Balatonon három darab, átlagosan 400 fő befogadóképességű és jól manőverezhető, Z hajtású katamarán közlekedik. Elsőként a Mahart Újpesti Hajójavítóban 1978-ban készült Siófok állt üzembe, ezt követte a Badacsony 1979-ben, végül 1981-ben került vízre a továbbfejlesztett, leggyorsabb és leghosszabb Füred névre keresztelt katamarán. Az utasszállítás mellett rendezvények lebonyolítására is alkalmasak. A Balatoni Hajózási Zrt. az esti bulihajók meneteit is velük teljesíti. A Siófok 2016-ban kapott teljes, modernizáló felújítást.

### Hadihajók
A Military Sealift Command több Expeditionary Fast Transport katamaránt üzemeltet, amelyek az Amerikai Egyesült Államok haditengerészetének birtokában vannak. Ezeket nagy sebességű szállításra és a sekély vizekben való mozgáshoz használják.
Az Indiai Haditengerészet két  Makar osztályú katamaránnal bír, amelyek két nagy méretű törzsre épülnek. Az egyik már szolgálatba állt, a másikat még építik.
A kínai People's Liberation Army Navy (PLAN)  Houbei osztályú lopakodója katamarán törzsekre épült a jobb rejtőzés érdekében. Sanghajban 2004-ben eresztették először vízre.

### SWATH felépítés
A SWATH szerkezet lényege, hogy a katamarán hajótörzsei víz alá merülnek, és csak a felépítmény marad a felszínen. A hajótörzsek tengeralattjáró-szerűek, pilonokkal kapcsolódnak a felépítményhez úgy, hogy a tengerrel érintkező keresztmetszet szűk maradjon. A törzsek nincsenek kitéve a hullámoknak.  A koncepciót  a kanadai Frederick G. Creed alkotta meg, aki 1938-ban mutatta be ötletét, és 1946-ban a brit szabadalmat is megkapta. Először az 1960-as években használták tengeralattjárók mentésére és óceáni kutatásokra. 1968 körül Thomas G. Lang továbbfejlesztette az ötletet, és az Amerikai Egyesült Államok haditengerészete tesztelte.
A SWATH hajók összehasonlítása az azonos méretű hagyományos katamaránokhoz képest:
- Nagyobb nedvesített felszín, ami nagyobb érintkezési ellenállást eredményez
- A hullámok által indukált ellenállás csökkentése a támaszok felépítése és a víz alatti törzsek miatt
- Az alacsonyabb vízsík szignifikánsan csökkenti a bólintó mozgásokat és az emelkedéseket a hosszabb utakon
- A hajótest nem képes a felsiklásra
- Nagyobb érzékenység a terhelés iránt, ami közelebb viszi a felépítményt a vízhez

### Hullámdöfők
A hullámdöfők mindkét hajótörzse alacsony felhajtóerejű ívvel van ellátva, ami a vízvonalon kicsúcsosodik és kiemelkedik, ami lehetővé teszi, hogy átfúrják a hullámokat ahelyett, hogy meglovagolnák őket. Ezzel a katamarán a hagyományos felépítésűeknél is gyorsabb lehet. Mivel ez a rész nem cső alakú, azért megkülönböztethetők a SWATH szerkezetűektől. A felépítmény alakja a hagyományos V-törzsére hasonlít, ami lehetővé teszi, hogy áthatoljon a hullámtarajokon.
Ezt a szerkezetet alkalmazzák jachtokon, kompokon és hadihajókon is.

## Fordítás
Ez a szócikk részben vagy egészben  a   Catamaran című angol Wikipédia-szócikk fordításán alapul.  Az eredeti cikk szerkesztőit annak laptörténete sorolja fel. Ez a jelzés csupán a megfogalmazás eredetét és a szerzői jogokat jelzi, nem szolgál a cikkben szereplő információk forrásmegjelöléseként.
Ez a szócikk részben vagy egészben  a   Katamaran című német Wikipédia-szócikk fordításán alapul.  Az eredeti cikk szerkesztőit annak laptörténete sorolja fel. Ez a jelzés csupán a megfogalmazás eredetét és a szerzői jogokat jelzi, nem szolgál a cikkben szereplő információk forrásmegjelöléseként.